# Casa delle Teste (Colmar)
La Casa delle Teste, in francese Maison des Têtes, è un caratteristico e storico edificio della città di Colmar, nella regione francese dell'Alsazia.
Situata al numero 19 della Rue des Têtes, costituisce un bell'esempio dell'architettura rinascimentale, venne classificata Monumento storico il 6 dicembre 1898.

## Storia e descrizione

Monumento storico di Francia dal 1898.

Questo edificio venne costruito nel 1609 per il ricco mercante Anton Burger (Antoine Burger), stettmeister di Colmar dal 1626 al 1628. L'architetto Hans Burger la concepì in un raffinato stile rinascimentale con una facciata ad alto frontone. Spicca il bell'erker in pietra a due piani, finemente scolpito. Tutta la facciata è popolata da ben 106 piccole teste scolpite che le hanno meritato il nome.
Nel 1698 la casa venne acquistata da Baudoin de Launoy, poi Guillier, tesoriere straordinario di guerra, che la fece restaurare nel 1738.
Dal 1898 la casa è stata classificata Monumento storico di Francia e da quel momento divenne proprietà della Bourse aux Vins (Borsa dei Vini) di Colmar.
Nel 1902 il celebre scultore cittadino Auguste Bartholdi aggiunse la statua del Bottaio, in stagno, sulla cima del frontone.

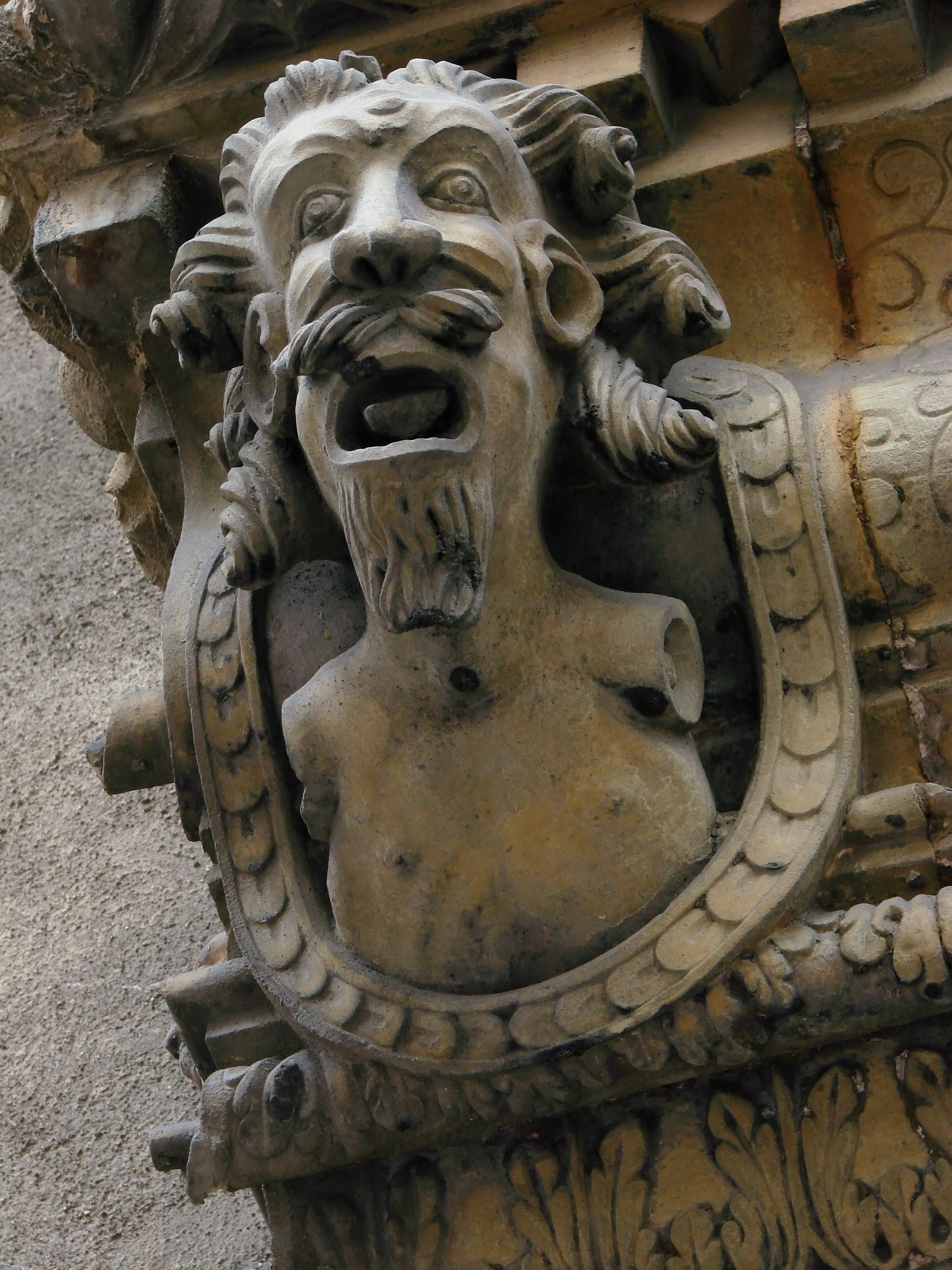
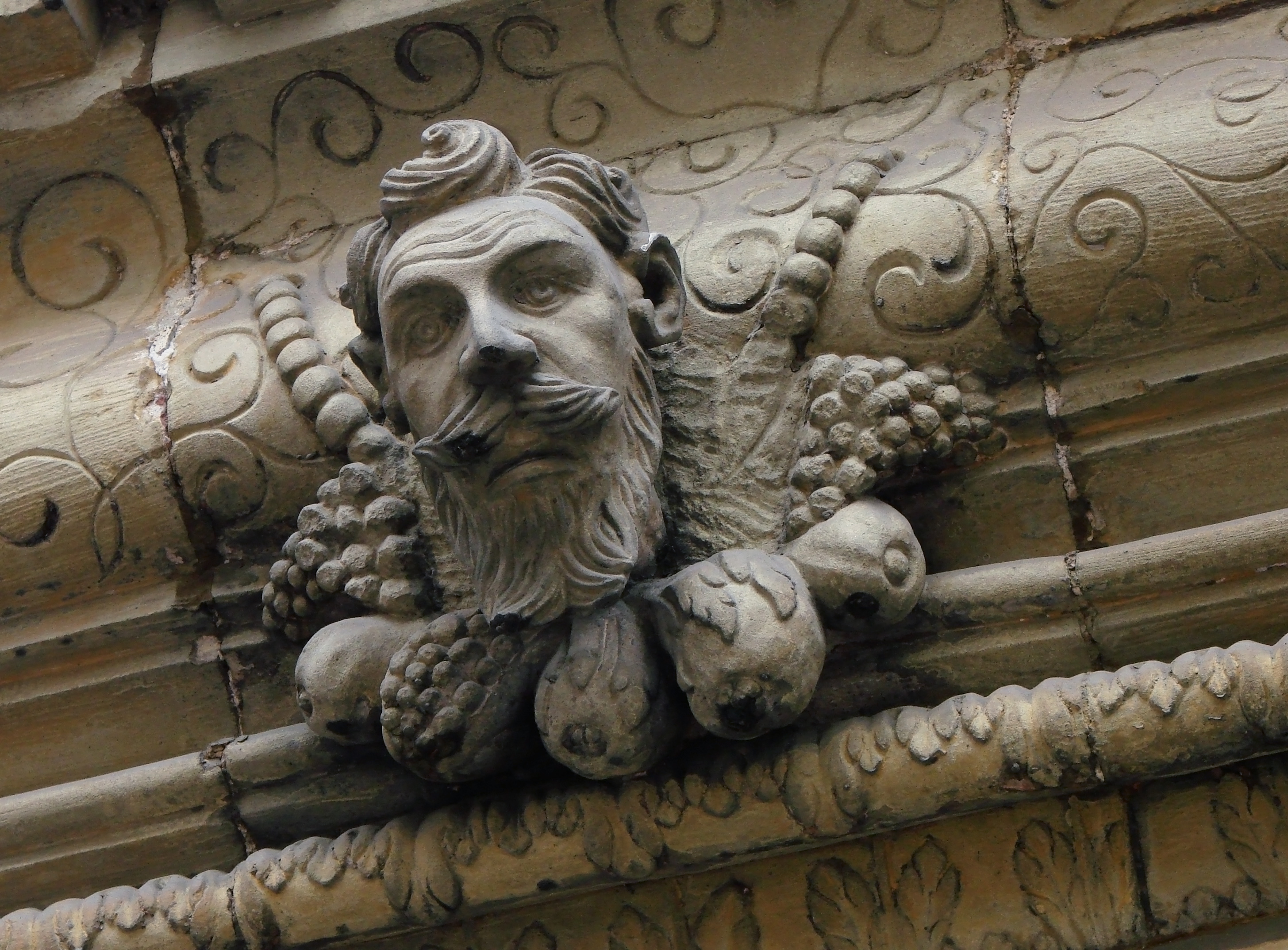
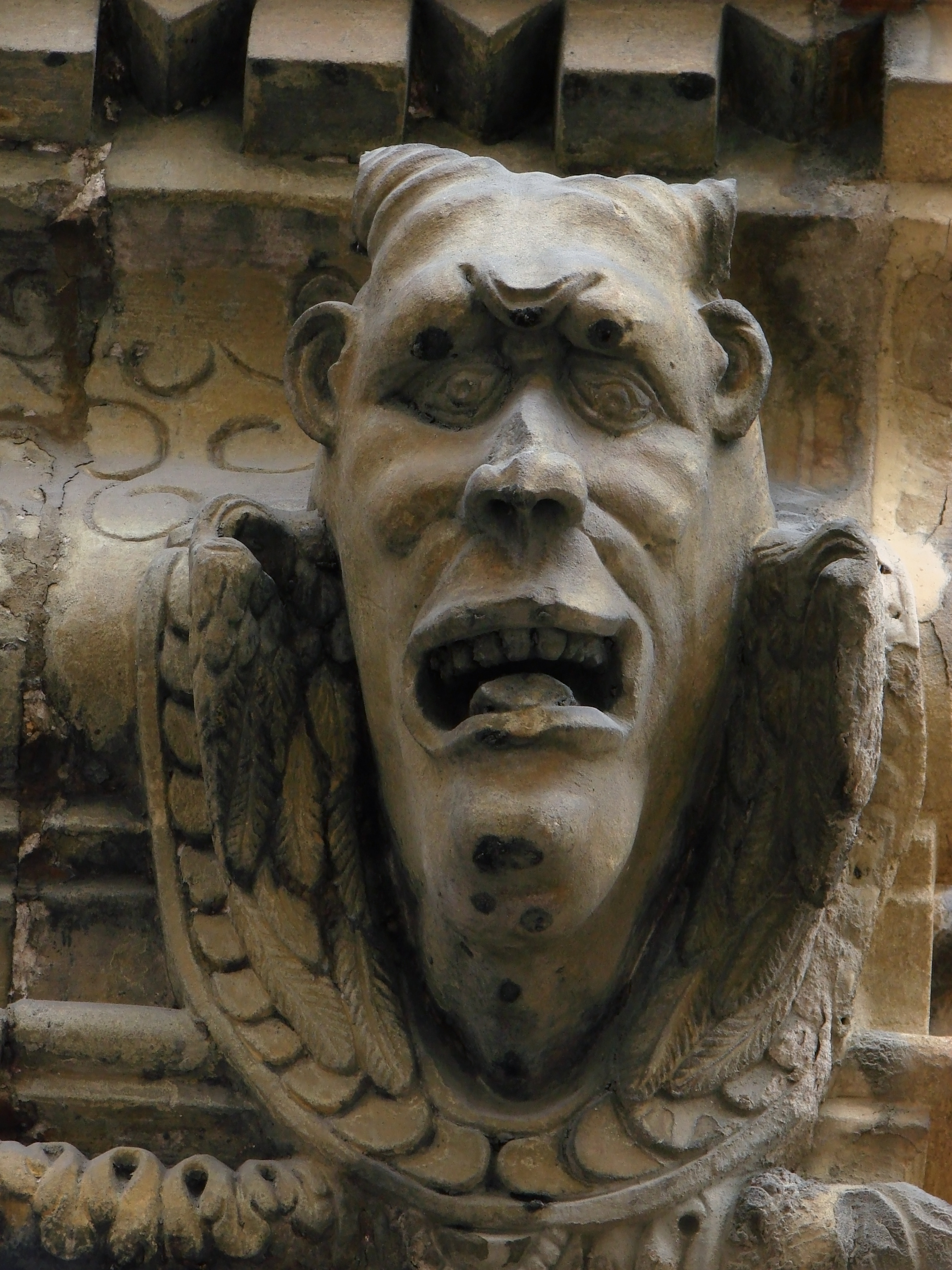